# Sea Zenith
GM25-SZ Sea Zenith is een nabijheidsverdedigingssysteem ontwikkeld door het Zwitserse Oerlikon Contraves in de jaren 1980.
Het wordt gebruikt op de MEKO 200-fregatten van de Turkse marine die er telkens één voor- en twee achteraan hebben.
Sea Zenith-systemen zijn ingebouwd in een toren die naar achteren helt om beter op naar beneden duikende antischeepsraketten te kunnen vuren.
De inkomende doelen worden gevonden door de Seaguard-radar die werd ontwikkeld door Contraves.
Het wapen van de Sea Zenith bestaat uit vier onafhankelijke 25mm-snelvuurkanonnen van Oerlikon die 800 patronen per minuut verschieten.
Het gebruik van onafhankelijke kanonnen maakt het systeem betrouwbaarder.
Eind jaren 1980 werd de verwante GM25-SS Sea Shield ontwikkeld, maar dit systeem werd begin jaren 1990 stopgezet.
Ook het Italiaanse Myriad-systeem was aan de Sea Zenith verwant, maar schoot met twee roterende zevenloopssnelvuurkanonnen.